# Carl Säve
Carl Frederik Säve (født 22. oktober 1812 i Roma Sogn, Gotland; død den 27. marts 1876 i Uppsala) var en svensk-gotlandsk sprogforsker og maler.

## Liv og karriere
Säve begyndte at læse medicin på Uppsala Universitet, men skiftede efter en sygdomsperiode til nordiske sprog. Han blev udnævnt til lektor i 1849. Fra 1859 og indtil hans død var han professor i nordiske sprog i Uppsala. Tillige var han fra 1857 indtil hans død direktør for universitetets møntkabinet. På samme tid stod han brevkontakt med sin kollega og ven Niels Matthias Petersen, som begge støttede den pan-skandinaviske ide. Säve var en fremtrædende folkemindeforsker og var meget optaget af det gutniske sprog. Sammen med sin bror Per Arvid indsammlede han materiale, der senere dannede grundlaget for udgivelsen af Gotlands ordbog i årene 1936 - 1945. Det var han, som prægede begrebet Gutamål om det moderne gutnisk. Han var også aktiv som maler. I 1859 blev Säve æresmedlem i Kungliga Vitterhets Historie och Antikvitets Akademien.